# Do-guti
A Do-guti kétszemélyes absztrakt stratégiai táblás játék. A feladat lehetetlenné tenni az ellenfél részére a lépést, vagyis a cél az ellenfél beszorítása. Ez az alapmotívum más, bonyolultabb játékok alapjául is szolgál.
A név szanszkrit eredetű, és kétszemélyes, páros játékot jelent. Az ókori Pandzsáb területén kedvelt játék volt.
A kiinduláshoz a játékosok (piros és kék) bábuikat a táblára helyezik, a kép szerint.

## Szabályok
A játékosok felváltva lépnek. A lépéskor az egyik bábut a vonal mentén haladva az üres mezőre kell áttenni. Csak az üres mezőre lehet lépni, csak akkor, ha a bábu által elfoglalt jelenlegi mezőt közvetlen vonal köti össze vele, és a lépéssel nem lehet másik bábut átugrani vagy leütni.
Az a játékos győz, aki úgy lép, hogy az ellenfelének nem marad lépési lehetősége.
Ha a játékosok figyelmesen játszanak, akkor egyikük sem tud győzni, a győzelemhez ugyanis a másik játékos tévedése szükséges. Ezért a gondolkodási időt szűkre kell szabni. A stratégia kiismerése, megtanulása után a játék már nem érdekes.

## Változatok
Ugyanennek a játéknak van 7, 9 vagy 11 mezőből szerkesztett táblán játszható változata is.